# Parc provincial Nairn Falls
Le parc provincial Nairn Falls (anglais : Nairn Falls Provincial Park) est un parc provincial de la Colombie-Britannique situé au sud de Pemberton. Il a une superficie de 170 ha et a été créée en 1966, juste après l'ouverture de la route 99. Il protège deux chutes relié par un canyon sur la rivière Green.